# Moraine Point
Moraine Point är en udde i Antarktis. Den ligger i Sydshetlandsöarna. Argentina, Chile och Storbritannien gör anspråk på området.
Terrängen inåt land är kuperad. Havet är nära Moraine Point åt sydväst. Trakten är glest befolkad. Närmaste befolkade plats är Commandante Ferraz Station, 1,3 kilometer söder om Moraine Point. 